# Тимоновские источники
Тимоновские источники (Тимоновские ключи) — минеральные источники в Елизовском районе Камчатского края.
Источники находятся на территории Тимоновского государственного зоологического заказника в 90 км к северо-северо-западу от Петропавловска-Камчатского. Расположены по обоим берегам долины левого истока реки Падь Тимоновская (приток Средней Авачи) в 2 км северо-западнее горы Тимоновской, на высоте 700 м над уровнем моря.
Источники выходят на поверхность в 3-3,5 км от уреза воды. Всего здесь насчитывается до 15 разнотемпературных грифонов. Температура источников от 16 до 46 °C.
Воды минеральных источников сульфатно-хлоридно-гидрокарбонатный натриевый с общей минерализацией 2,8 г/л, содержание кремнекислоты до 220 мг/л; отмечается повышенное содержание в воде брома (до 1,9 мг/л) и йода (до 0,33 мг/л); из других микрокомпонентов в воде источников присутствуют литий, цезий, рубидий, фтор, бор (3 мг/ л), мышьяк (0,15 мг/л).
Пить из некоторых этих источников нельзя — содержание мышьяка слишком высоко.
Тимоновские минеральные горячие источники с близлежащей местностью общей площадью 1,1 га являются комплексным памятником природы регионального значения (статус охраняемой природной территории с 1981 года).